# Dmitrii Donskoi (tàu tuần dương bọc thép Nga)

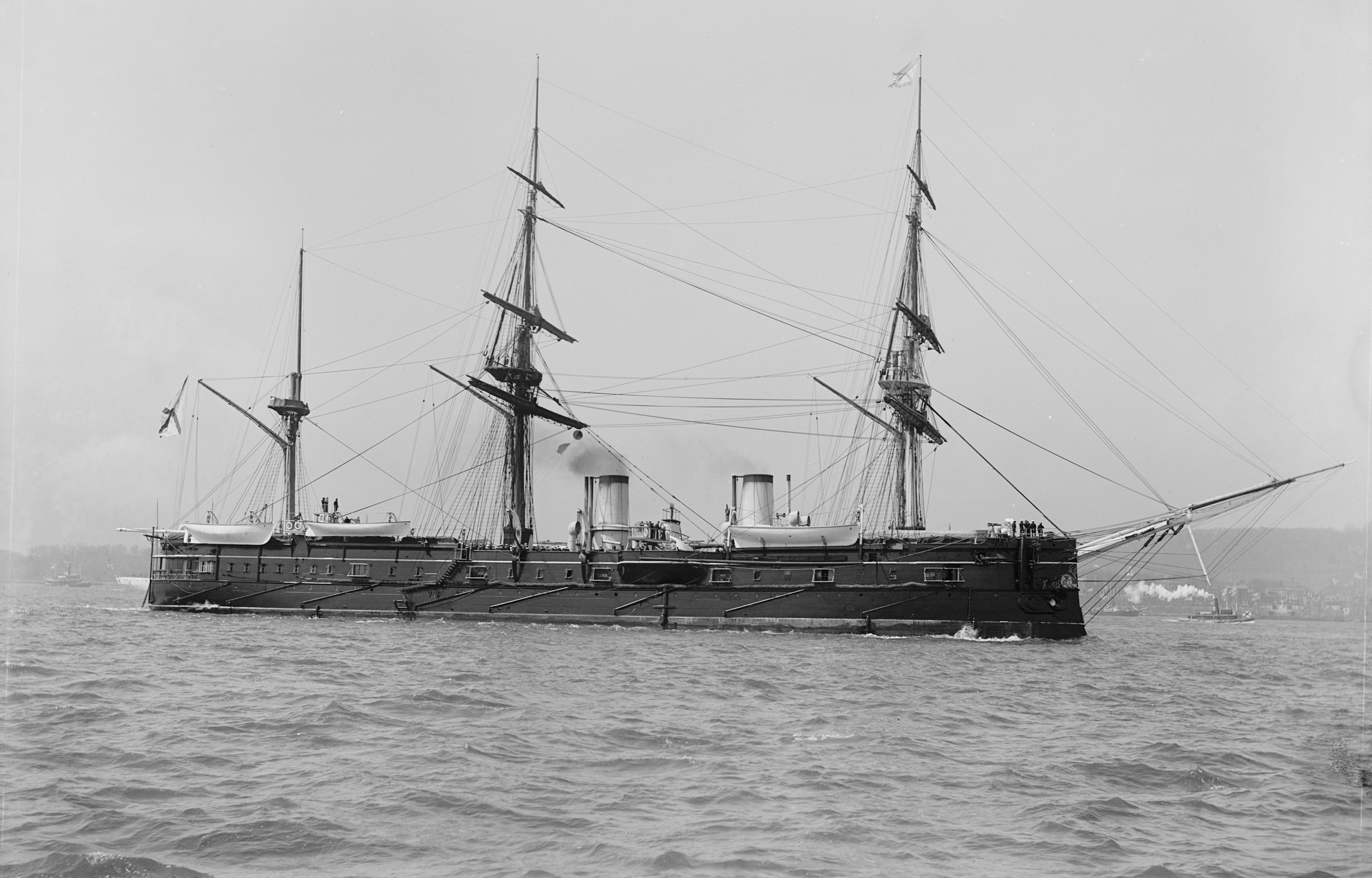
Dmitrii Donskoi là tàu tuần dương bọc thép của Nga

Dmitrii Donskoi (tiếng Nga: Дмитрий Донской) là một tàu tuần dương hạm bọc thép được đóng năm 1880 tại Nhà máy đóng tàu New Admiralty ở St. Petersburg. Nó được hoàn thành vào đầu năm 1885. Tổng chi phí của con tàu là 3.421.468 rúp. Nó được mang tên Đại Công tước Dimitrii Donskoi. Tàu dài 93m, lượng giãn nước 6.200 tấn và được biên chế vào Hạm đội Baltic của hải quân đế quốc Nga.
Chiến tranh Nga-Nhật bùng nổ năm 1904 do mâu thuẫn về quyền kiểm soát bán đảo Triều Tiên và khu vực Mãn Châu. Hải quân Nhật không ngừng cướp bóc, vây hãm các hải cảng do Nga kiểm soát.
Hạm đội Baltic của đế quốc Nga nhận lệnh đến ứng cứu. Đội hình tàu chiến hùng hậu có tuần dương hạm Dimitrii Donskoi. Con tàu được cho là chở theo nhiều tiền vàng để thanh toán chi phí cho các chuyến tiếp tế ở cảng nước ngoài cũng như chi trả tiền lương cho các sĩ quan, binh sĩ.
Số tiền, vàng trên các tàu chiến bị đắm trong hạm đội cũng được cho là chuyển lên tàu Dimitrii Donskoi.
Đêm ngày 26.5.1905, khi tiến đến eo biển Tsushima, hạm đội Baltic của Nga bị tàu tuần tiễu của Nhật phát hiện. Hải quân Nhật huy động Hạm đội Liên hợp gồm 40 tàu chiến gồm nhiều thiết giáp hạm, tuần dương hạm, khu trục hạm và tàu phóng lôi tham gia tập kích.
Trận chiến diễn ra hết sức ác liệt, khi cả lực lượng hải quân Nga-Nhật đều quyết sống mái với nhau. Tuy nhiên, hải quân Nhật tỏ rõ ưu thế cả về sức chiến đấu và tàu chiến, khiến hạm đội Nga gặp tổn thất nặng nề.
Kết thúc trận chiến, các tàu chiến hạm đội Nga rút chạy tán loạn, 8 tàu bị đánh đắm hơn 4.300 sĩ quan và thủy thủ thiệt mạng, hơn 6.000 người bị bắt sống
Tuần dương hạm Dimitrii Donskoi không trực tiếp tham gia giao chiến vì có nhiệm vụ hỗ trợ các tàu vận tải trong hạm đội. Khi nhận thấy trận chiến ngã ngũ, tàu Dimitrii Donskoi mở hết tốc lực chạy về phía tây bắc với hy vọng về được cảng Vladivostok.
Những con tàu khác trong hạm đội Baltic tản ra nhiều hướng khác nhau để chia nhỏ lực lượng tàu chiến Nhật truy đuổi. Không ít tàu bị đánh đắm và các thủy thủ không có cơ hội trở về quê nhà.
Tàu Dimitrii Donskoi may mắn hơn, bỏ xa các tàu chiến Nhật nhưng lại bị 4 tàu tuần tiễu của Nhật phát hiện trên đường rút chạy.
Ivan Lebedev, thuyền trưởng tàu Dimitrii Donskoi, quyết không đầu hàng, ra lệnh các thủy thủ mở hết tốc lực, đưa tàu chạy trốn. Không may cho Dimitrii Donskoi là tàu chiến Nga đụng độ với 2 tàu tuần dương cỡ nhỏ thế hệ mới của Nhật. Đây những tàu có hỏa lực trung bình nhưng đạt tốc độ cao, vượt trội so vơi Dimitrii Donskoi.
Cuộc truy đuổi diễn ra rất ác liệt cho đến khu vực ngoài khơi đảo Ulleungdo của Hàn Quốc. Dimitrii Donskoi là tuần dương hạm bọc thép nên chịu được nhiều loạt đạn pháo của các tàu Nhật Bản.
Sau 2 ngày giao chiến, đến sáng ngày 29.5.1905, các thủy trên tàu đã kiệt sức, 60 người thiệt mạng và 120 người khác bị thương. Thuyền trưởng Lebedev ra lệnh cho những người còn sống sót sơ tán lên đảo, trước khi cho đánh chìm tàu Dimitrii Donskoi.
Có nguồn tin nói tàu Dmitrii Donskoii chở theo kho báu khổng lồ để hạm đội Nga sử dụng làm chi phí phục vụ cuộc chiến. Tình hình loạn lạc ở Nga sau này khiến cho người ta quên mất vị trí tàu đắm và kho báu khổng lồ.
Vào tháng 7 năm 2018, Tập đoàn Shinil, một công ty săn kho báu của Hàn Quốc, đã thông báo họ đã tìm thấy Dmitrii Donskoi cách đảo Ulleungdo của Hàn Quốc 1,6 km.
Một đại diện của Bảo tàng Hải quân Nga ở Saint Petersburg cho biết không có bằng chứng về việc có vàng trong xác tàu Dmitrii Donskois.